# Didi Teschmacher
Diederik (Didi) Teschmacher (Haarlem, 8 maart 1915 – Rotterdam, 3 februari 2003) was een Nederlands tennisser.

## Loopbaan
Teschmacher behaalde vijf nationale titels; vier in het herendubbelspel (met Henk Timmer in 1935 en 1936 en met Willem Karsten in 1938 en 1942) en een in het gemengd dubbelspel (in 1942 met Madzy Rollin Couquerque). In 1935 zou hij uitkomen op het Wimbledontoernooi, maar hij trok zich terug voor de eerste ronde. In 1935 en 1937 speelde hij op Roland Garros. Beide keren kwam hij uit in de tweede ronde, waar hij zijn openingspartij verloor.
In 1935 en 1937 maakte Teschmacher deel uit van het Nederlandse Davis Cup-team – hij verloor alle drie zijn partijen.
Teschmacher was later onder meer directeur van Wilton-Fijenoord en RDM en bestuurder van Rijn-Schelde-Verolme.

## Resultaten grandslamtoernooien
| Legenda | Legenda                          |
| ------- | -------------------------------- |
| g.t.    | geen toernooi gehouden           |
| l.c.    | lagere categorie                 |
| –       | niet deelgenomen                 |
| G       | uitgeschakeld in de groepsfase   |
| 1R      | uitgeschakeld in de eerste ronde |
| 2R      | uitgeschakeld in de tweede ronde |
| 3R      | uitgeschakeld in de derde ronde  |
| 4R      | uitgeschakeld in de vierde ronde |
| KF      | uitgeschakeld in de kwartfinale  |
| HF      | uitgeschakeld in de halve finale |
| F       | de finale verloren               |
| W       | het toernooi gewonnen            |
| w-v     | winst/verlies-balans             |

### Enkelspel
| toernooi        | 1935 |    | 1937 |
| --------------- | ---- | -- | ---- |
| Australian Open | –    | –  |      |
| Roland Garros   | 2R   | 2R |      |
| Wimbledon       | –    | –  |      |
| US Open         | –    | –  |      |